# Lorenzo Mediano
Lorenzo Mediano (Saragozza, 1959) è uno scrittore e istruttore di sopravvivenza spagnolo.
È autore di diversi romanzi, tra cui Los olvidados de Filipinas, La escarcha sobre los hombros, El Secreto de la Diosa e Tras la huella del hombre rojo.

## Opere
- Vivir en el campo (1988), RBA LIBROS, S.A. (ISBN 84-85351-74-6) ISBN 84-7901-165-3
- La escarcha sobre los hombros (1998), Onagro Ediciones ISBN 84-88962-12-6
- Cuentos de amor imposible (2002), Onagro Ediciones ISBN 84-88962-24-X
- Los olvidados de Filipinas (2005), Onagro Ediciones ISBN 84-88962-29-0
- El secreto de la diosa (2003), Grijalbo ISBN 84-253-3769-0
- El secreto de la diosa (2003), Círculo de Lectores, S.A. ISBN 84-672-0294-7
- El secreto de la diosa (2004), Nuevas Ediciones de Bolsillo ISBN 84-9793-267-6
- El secreto de la diosa (2005), RBA Coleccionables, S.A. ISBN 84-473-3526-7
- Tras la huella del hombre rojo (2005), Grijalbo ISBN 84-253-3969-3
- Donde duermen las aguas (2006), Onagro Ediciones ISBN 84-88962-50-9
- El espíritu del trigo (2007), Grijalbo
- El siglo de las mujeres (2009), Onagro Ediciones
- El escriba del barro (2010),Grijalbo
- El desembarco de Alah (2013), Tropo Editores